# ARN non codant

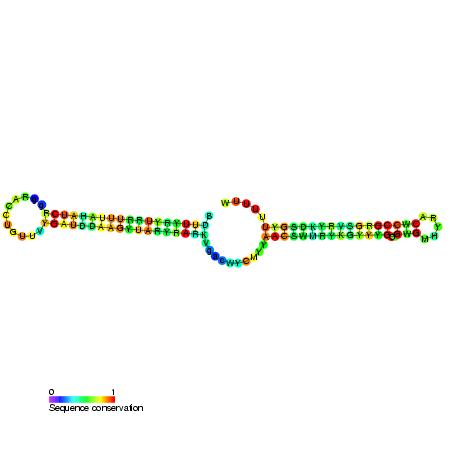
Image de structure secondaire pour l'ARN non codant 23S Methyl. La coloration par nucléotide indique la conservation de la séquence entre les membres de cette famille.

Un ARN non codant (ou ARNnm pour ARN non messager) est un ARN, issu de la transcription de l'ADN, qui ne sera pas traduit en protéine par les ribosomes. 
L'importance quantitative et fonctionnelle des ARN non codants a été longtemps sous estimée. On en connaît aujourd'hui une grande diversité, et il semblerait qu'une partie importante des génomes soit transcrite en ARN, alors que, dans le génome humain par exemple, seulement 1,2 % de l'information de l'ADN est traduite en protéines.

## Différents types d'ARN non codant
- Les ARN ribosomiques sont des ARN formant les ribosomes, associés à des protéines. Chez les eucaryotes, par exemple, on distingue les ARNr 5S, 5.8S, 18S et 28S.
- Les ARN de transfert sont des ARN intervenant dans la traduction, qui associent spécifiquement à un codon de trois nucléotides un acide aminé déterminé par le code génétique.
- Les introns sont les parties d'un gène qui sont excisées lors de l'épissage de l'ARNm précédant la traduction chez les eucaryotes.
- Les SINE sont des ARN transcrits à partir de petits éléments nucléaires intercalés et capables de parasiter le système de réplication des LINE. Chez l'homme, les principaux SINE sont produits à partir des séquences Alu.
- Les petits ARN nucléaires (ARNsn) sont des ARN contenus dans le noyau des eucaryotes qui permettent l'épissage des ARNm.
- Les petits ARN nucléolaires (ARNsno) sont des ARN contenus dans le nucléole et qui permettent la maturation des ARNr.
- Les petits ARN interférents (pARNi) sont des ARN issus d'un génome étranger, qui provoquent après appariement la destruction des ARNm dont ils sont complémentaires.
- Les micros ARN (miRNA) sont des ARN codés par la cellule (au contraire des pARNi) qui permettent la régulation de l'expression de certains gènes par modulation de la traduction des ARNm dont ils sont complémentaires.
- Les large ARN non codant intergéniques (LincRNA) sont des ARN de longue taille capables de réguler l'expression des gènes probablement via l'ancrage de régulateurs transcriptionnels à des promoteurs dont ils sont complémentaires. MALAT1 en est un exemple.
- Les ARN interagissant avec les protéines piwi sont des ARN permettant l'inhibition de la réplication de rétroéléments endogènes.
- les ARN circulaires sont des sous-produits de l'épissage de certains gènes. Les ARN circulaires exoniques correspondent à la circularisation d'un fragment d'ARN messager. Les ARN circulaires introniques dérivent du lassot intronique.

Depuis les années 2000 on sait aussi que les cellules libèrent des vésicules portant de l'ARN fonctionnel, qui sont absorbées par d'autres cellules, où l'ARN peut avoir des effets variés. Ces autres cellules peuvent appartenir au même organisme, à un autre organisme de la même espèce ou à d'autres espèces parfois très éloignés (par exemple des échanges d'ARN entre une plante et un champignon). Décrit d'abord chez les eucaryotes et les bactéries, ce mécanisme a été retrouvé chez les archées en 2024.